# Nepokretno kulturno dobro
Nepokretno kulturno dobro, je kulturno dobro, nepokretne stvari koje su od umjetničkoga, povijesnoga, paleontološkoga, arheološkoga, antropološkog i znanstvenog značenja. To su arheološka nalazišta i arheološke zone, krajolici i njihovi dijelovi koji svjedoče o čovjekovoj prisutnosti u prostoru, a imaju umjetničku, povijesnu i antropološku vrijednost, zatim - zgrade, odnosno prostori u kojima se trajno čuvaju ili izlažu kulturna dobra i dokumentacija o njima. Nepokretno kulturno dobro može biti:
- grad, selo, naselje ili njegov dio,

- građevina ili njezini dijelovi, te građevina s okolišem,

- elementi povijesne opreme naselja,

- područje, mjesto, spomenik i obilježje u svezi s povijesnim događajima i osobama,

- arheološko nalazište i arheološka zona, uključujući i podvodna nalazišta i zone,

- područje i mjesto s etnološkim i toponimskim sadržajima,

- krajolik ili njegov dio koji sadrži povijesno karakteristične strukture, koje svjedoče o čovjekovoj nazočnosti u prostoru,

- vrtovi, perivoji i parkovi,

- tehnički objekt s uređajima i drugi slični objekti. 
Nepokretno kulturno dobro podliježe sustavu zaštite, očuvanja, čuvanja, održavanja, sprovođenja zaštite, i za nj je nadležno određeno tijelo. U Hrvatskoj je to Konzervatorski odjel Ministarstva kulture, na čijem se području kulturno dobro nalazi, a za područje Grada Zagreba Gradski zavod za zaštitu spomenika kulture i prirode u Zagrebu.
Kulturno-povijesnom cjelinom smatra se naselje ili dio naselja, kao i područje, koji su zaštićeni kao kulturno dobro.